# Tipula (Savtshenkia) pagana
Tipula (Savtshenkia) pagana is een tweevleugelige uit de familie langpootmuggen (Tipulidae). De soort komt voor in het Palearctisch gebied.